# La Dama de Aralar
Según la mitología vasca, la Dama de Aralar es la personificación de la diosa Mari que suele aparecer en la sierra de Aralar.

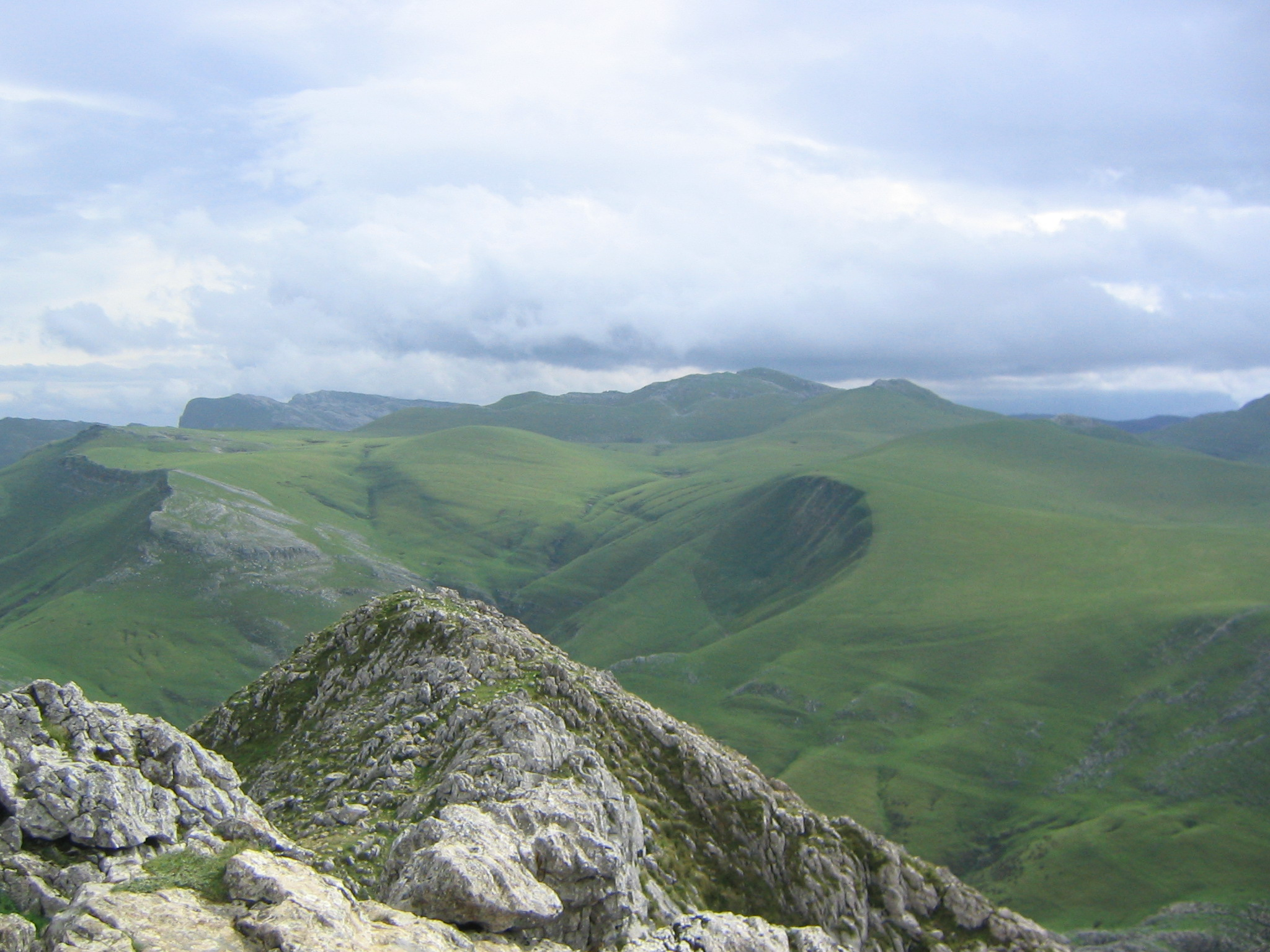
Imagen de la sierra de Aralar.

## Leyenda
En el barrio de Ugarte del municipio de Amézqueta existía una finca llamada Zubin (antes Zubiñ ), en el bosque alrededor de esta finca había una cueva llamada Azari-zulo, que servía de lugar de descanso a la Dama de Aralar durante la temporada.
Según se dice, dicha Dama era una mala hija en la antigüedad, sobre quien había caído la maldición de su madre:

Deabruek eramango al haute!

(¡Los demonios te llevarán!)
Inmediatamente, cubierto de fuego y llamas, desapareció de la vista de su madre.
Se cree que vive entre las cuevas de Aralar, Aizcorri y Murumendi. Se dice que las noches en que esta bruja va de una montaña a otra escucha terribles truenos y estruendos.
Una vez, se dice que dos fuertes hombres vestidos con medallas y escapularios, se acercaron a la cueva de la Dama, esperando así saber si realmente vivía allí esta bruja. Fue encontrada allí, peinándose el largo cabello frente a dos velas doradas .
Tan pronto como notó la presencia de los dos hombres, aparentemente se escondió en las profundidades de la cueva, dejando allí las velas.
Los dos hombres tomaron las velas y las llevaron a su casa, guardándolas con cuidado. Pero entonces, cuando llegaron a sus casas, las velas ya se habían convertido en ranas .

## enlaces externos
- Datos: Q12253805